# Хоустен, Джон
Джон Хоустен (англ. John Houstoun) (31 августа 1744 — 20 июля 1796) — американский юрист и политик, делегат от Джорджии на Втором континентальном конгрессе, впоследствии дважды губернатор Джорджии.

## Ранние годы
Дата и место рождения Хоустена точно не известны, предположительно он родился между 1746 и 1748 годами во Фредерике или на Хоустенской плантации в Росди. Биографический справочник Конгресса утверждает, что он родился 31 августа 1744 года в Уэйнсборо. Его отцом был Сэр Патрик Хоустен, 5-й баронет (-1762), который родился в Глазго, переехал в Джорджию и там женился в 1741 году на Присцилле Данбар, которая переехала в Джорджию из Шотландии в 1736 году.